# Khaan Khuns Titem
Khaan Khun Crown FC (tiếng Mông Cổ: Хаан Хүнс Титэм ХБК) là một câu lạc bộ bóng đá từ thủ đô Ulaanbaatar của Mông Cổ, hiện đang chơi ở giải Ngoại hạng Mông Cổ. Câu lạc bộ được thành lập vào năm 2008 và hiện được tài trợ bởi nhà máy thực phẩm Mông Cổ Khaan Khun LLC. Chủ sở hữu của đội là TurOchir Badamtogtokh và Tổng giám đốc là Enkh-Orgilon Gantaivan với Chinbaatar Enkhbayar là huấn luyện viên trưởng hiện tại và Purevdorj Erdene-Ochir là trợ lý huấn luyện viên 

## Lịch sử
Câu lạc bộ được thành lập vào năm 2008 với tên Black Morgan. Nó đã thi đấu trong mùa khai mạc của Giải League 1 Mông Cổ năm 2015 với tên Khangarid City FC. Câu lạc bộ đã hoàn thành vị trí thứ hai mùa giải đó và kiếm được thăng hạng lên giải Ngoại hạng Mông Cổ cho mùa giải 2016. Tuy nhiên, họ đã bán quyền tham dự Premier League của mình cho Tập đoàn CNTT đã sử dụng nó để đưa Ulaanbaatar City FC vào trong giải đấu. Câu lạc bộ đã trở lại Giải đấu đầu tiên vào năm 2016 dưới tên Beşiktaş trước khi đổi lại thành Câu lạc bộ Khaan Khun Crown cho mùa giải 2017.
Năm 2020, câu lạc bộ giải thể và sáp nhập với Erchim để hình thành Câu lạc bộ bóng đá Khaan Khuns-Erchim.